# Keflavík

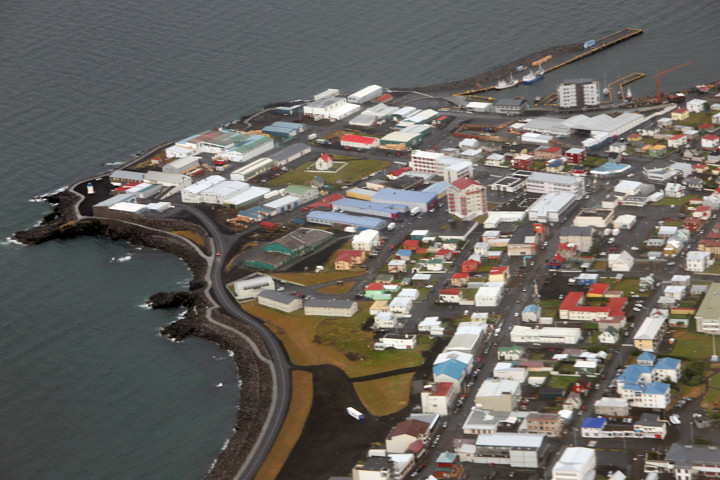
Flygfotografi från augusti 2009

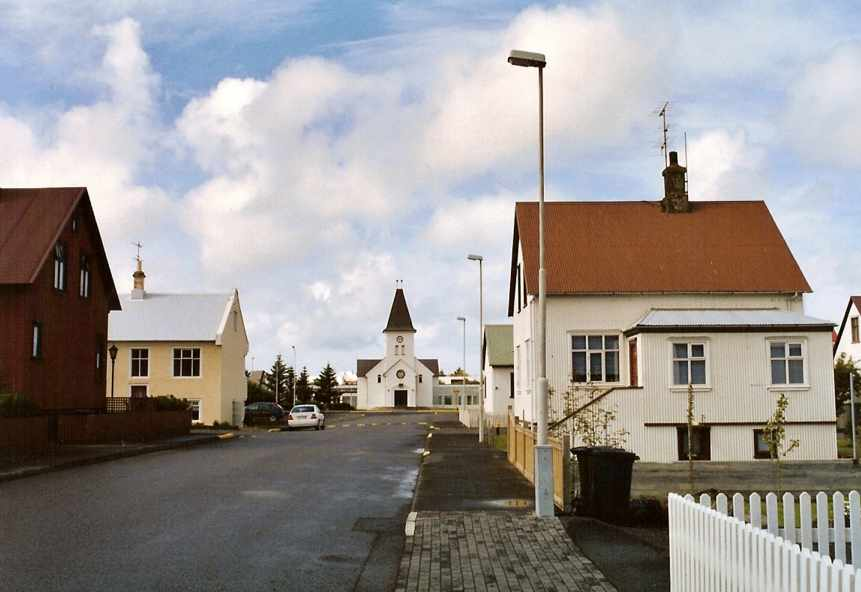
Kyrkan vid Norðfjörðsgata.

Keflavík (uttal: [ˈcʰɛplaˌvi:k]) är en stad på sydvästra Island med omkring 8 200 invånare. Staden bildar kommunen Reykjanesbær tillsammans med de före detta kommunerna Njarðvík och Hafnir; invånarantalet i kommunen är då cirka 14 000 personer.
Keflavík grundades under 1500-talet och utvecklades tack vare sin fiskeindustri; där finns både fiskehamn och fiskkonservindustri. Senare har turismen blivit en viktig näring, liksom Keflavíks internationella flygplats (isländska: Keflavíkurflugvöllur).

## Ortnamnet
Namnet kommer av det isländska ordet kefli 'kavle', 'stock' samt vík.

## Flygplatsen
Keflavíks internationella flygplats byggdes av USA under 1940-talet, och NATO hade från 1951 en stor militärbas i dess anslutning. Under andra världskriget och kalla kriget spelade flygbasen en viktig roll för att följa fartygs rörelser ut och in i Atlanten, samt för att tanka transportplan och leveransflygningar av stridsplan, som inte kunde korsa Atlanten på en tank.
Efter Sovjetunionens fall blev militärbasens existensberättigande ifrågasatt, då hotet från kärnvapenbestyckade fartyg drastiskt minskade. Basen stängdes officiellt 30 september 2006, då USA även drog tillbaka den återstående personalen som omfattade omkring trettio personer. I samband med överlämnandet av basen till den isländska staten försvann många arbetstillfällen.
Numera används flygplatsen enbart för civil internationell flygtrafik.

## I populärkultur
Tom Clancys bok Röd storm utspelar sig bland annat på NATO-basen i Keflavík.
Jón Kalman Stefánsson bok Fiskarna har inga fötter